# Vinterroslingssläktet
Vinterroslingssläktet (Leucothoe) är ett växtsläkte i familjen ljungväxter med 6 arter från östra Asien, sydöstra USA. Några odlas som trädgårdsväxter i Sverige.